# Paul Kruger (giocatore di football americano)
Paul Kruger (Rexburg, 15 febbraio 1986) è un ex giocatore di football americano statunitense che ha militato nel ruolo di outside linebacker nella National Football League (NFL). Fu scelto nel corso del secondo giro (57º assoluto) del Draft NFL 2009 dai Baltimore Ravens. Al college ha giocato a football all’Università dello Utah.

## Carriera professionistica
Il 25 aprile 2009, Kruger fu scelto nel secondo giro del draft 2009 dai Baltimore Ravens. Il 29 novembre 2009, in una gara contro i Pittsburgh Steelers, Kruger mise a segno un intercetto su Dennis Dixon nei supplementari e lo ritornò per 22 yard consentendo ai Ravens di trovarsi in posizione utile per calciare il field goal della vittoria.

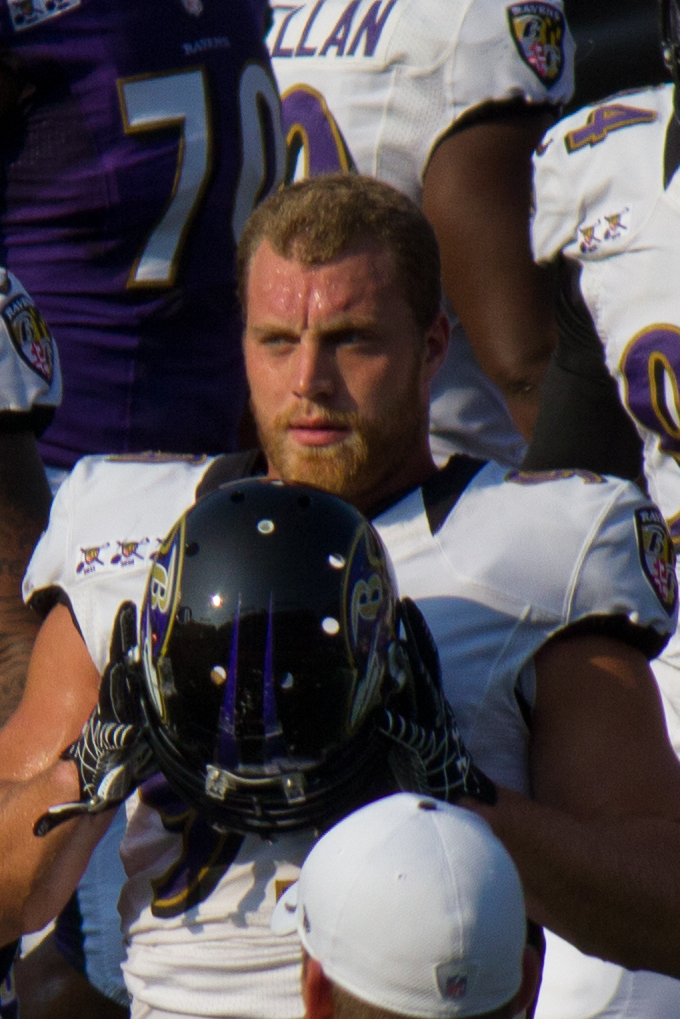
Kruger nel 2012.

Il 2010 fu una stagione frustrante per Kruger, passato nel ruolo di defensive end in una difesa di tipo 3-4, mettendo a segno solo un tackle, un sack e due passaggi deviati in 11 partite, nessuna delle quali come titolare.
Dopo la stagione 2010 tornò nel ruolo di outside linebacker sostituendo il veterano Jarret Johnson nelle situazioni terzo down. Nel nuovo ruolo totalizzò 5,5 sack e 15 tackle. Inoltre mise a segno un sack contro il quarterback dei New England Patriots Tom Brady nella finale della AFC che i Ravens persero 23-20.
Nel corso della stagione, Kruger divenne un perno importante della difesa dei Ravens. Nella settimana 10, contro gli Oakland Raiders, Kruger deviò un passaggio e mise a referto un intercetto nella vittoria 55-20. Nella settimana 16 contro i New York Giants mise a segno un sack su Eli Manning nella vittoria 33-14. Nel primo turno dei playoff forzò un fumble del quarterback degli Indianapolis Colts Andrew Luck, contribuendo alla vittoria della sua squadra 24-9. Nel successivo turno contro i Denver Broncos mise a segno un altro sack su Peyton Manning e recuperò un fumble coi Ravens che vinsero 38-35 dopo due tempi supplementari. Nella finale della AFC i Ravens trovarono ancora i Patriots ma questa volta li sconfissero qualificandosi per il secondo Super Bowl della storia della franchigia. Il 3 febbraio 2013, Kruger mise a segno tre tackle e 2 sack su Colin Kaepernick nel Super Bowl XLVII contribuendo alla vittoria dei Ravens sui San Francisco 49ers per 34-31, laureandosi per la prima volta campione NFL.

### Cleveland Browns
Il 12 marzo 2012, Kruger passò ai Cleveland Browns con un contratto di cinque anni del valore di 40 milioni di dollari. Partì subito come outside linebacker titolare, finendo per disputare tutte le 16 gare come partente e terminando con 4,5 sack e 40 tackle. La sua stagione 2014 invece si aprì mettendo subito a segno due sack su Ben Roethlisberger dei Pittsburgh Steelers e a fine anno chiuse guidando i Browns con un nuovo primato personale di 11 sack.
La stagione 2015 di Kruger non fu al livello della precedente, terminando con 2,5 sack, il suo minimo dal 2010. Il 30 agosto 2016, fu svincolato dai Browns.

### New Orleans Saints
Il 31 agosto 2016, Kruger firmò con i New Orleans Saints, con cui passò l'ultima stagione in carriera.

## Palmarès
- Super Bowl : 1

Baltimore Ravens: Super Bowl XLVII
- American Football Conference Championship: 1

Baltimore Ravens: 2012

## Statistiche
| Partite totali      | 99   |
| Partite da titolare | 53   |
| Tackle              | 196  |
| Sack                | 33,5 |
| Intercetti          | 2    |
| Fumble forzati      | 7    |

Statistiche aggiornate alla stagione 2015